# Jun Chen
| Entdeckte Asteroiden: 11                                                            | Entdeckte Asteroiden: 11 |
| ----------------------------------------------------------------------------------- | ------------------------ |
| (15807) 1994 GV91                                                                   | 15. April 1994           |
| (15820) 1994 TB1                                                                    | 2. Oktober 1994          |
| (15874) 1996 TL661,2,3                                                              | 9. Oktober 1996          |
| (15883) 1997 CR291,2                                                                | 3. Februar 1997          |
| (20108) 1995 QZ91                                                                   | 29. August 1995          |
| (20161) 1996 TR661,2,3                                                              | 8. Oktober 1996          |
| (32929) 1995 QY91                                                                   | 31. August 1995          |
| (33001) 1997 CU291,2,3                                                              | 6. Februar 1997          |
| (58534) Logos1,2,3                                                                  | 4. Februar 1997          |
| (79360) Sila-Nunam1,2,3                                                             | 3. Februar 1997          |
| (118228) 1996 TQ661,2,3                                                             | 8. Oktober 1996          |
| 1 zusammen mit David C. Jewitt 2 zusammen mit Jane Luu 3 zusammen mit Chad Trujillo |                          |

Jun Chen ist eine US-amerikanische Astronomin chinesischer Abstammung. Sie schloss ihre Ausbildung 1990 an der Peking-Universität mit dem Bachelor ab und promovierte 1997 an der Universität von Hawaiʻi.
Zusammen mit David C. Jewitt, Jane Luu und Chad Trujillo entdeckte sie zwischen 1994 und 1997 insgesamt 11 Asteroiden im Kuipergürtel.